# Kunstevenement
Een kunstevenement is een voor geïnteresseerd publiek georganiseerde gebeurtenis waar kunst centraal staat. Er zijn diverse soorten kunstevenementen zoals tentoonstellingen, kunstmanifestaties, kunstbeurzen en kunstexposities.

## Tentoonstellingen en kunstmanifestaties
Tentoonstellingen en kunstmanifestaties worden georganiseerd om aan een groot geïnteresseerd publiek kunstwerken te tonen van één of meerdere, al of niet nog in leven zijnde kunstenaars. Tentoonstellingen worden meestal georganiseerd door musea of culturele instellingen en kunnen meerdere malen per jaar plaatsvinden. Kunstmanifestaties worden meestal door speciaal hiervoor opgerichte stichtingen georganiseerd en vinden meestal plaats met tussenpozen van een aantal jaren. Een tweejaarlijkse manifestatie heet een biënnale. Manifestaties laten meestal de recente lokale, nationale of internationale ontwikkelingen zien in de beeldende kunst. De toegang tot tentoonstellingen en kunstmanifestaties is meestal niet gratis.
- Biënnale van Florence
- Biënnale van São Paulo
- Biënnale van Sydney
- Biënnale van Venetië
- documenta in Kassel
- Kunstenfestivaldesarts in Brussel
- Kunstmanifestatie ArtiBosch in 's-Hertogenbosch
- Manifesta in wisselende steden, in 2016 in Zürich
- Sonsbeek beeldententoonstelling in Arnhem
- Symposion in Gorinchem

## Kunstbeurzen
Kunstbeurzen worden georganiseerd om aan een groot publiek van verzamelaars (waaronder musea, instellingen en particulieren) en liefhebbers kunstwerken te tonen en te verkopen van een groot aantal kunstenaars, meestal tijdens de beurs vertegenwoordigd door kunstgalerieën. Kunstbeurzen worden meestal georganiseerd op locaties geschikt voor grote aantallen bezoekers, zoals congrescentra en evenementenhallen maar ook voor dit doel ingerichte voormalige industriële gebouwen. Tijdens kunstbeurzen wordt moderne kunst en hedendaagse kunst aangeboden, waaronder vrijwel altijd schilderkunst en beeldhouwkunst maar ook fotokunst, glaskunst en keramische kunst. Ook zijn er kunst- en antiekbeurzen die naast moderne en hedendaagse kunst ook antiek en design tonen en verkopen. De toegang tot kunstbeurzen is niet gratis.
Moderne en hedendaagse kunstbeurzen in Nederland
- Affordable Art Fair Amsterdam in de Kromhouthal aan het IJ in Amsterdam
- Amsterdam Art Fair in de Kunsthal Citroën in Amsterdam
- Art Rotterdam in de Van Nellefabriek in Rotterdam
- Huntenkunst in de SSP-hallen van het DRU Industriepark in Ulft
- KunstRAI in de RAI in Amsterdam
- Kunstvlaai, kunstenaarsinitiatief in 2014 in het Sint-Nicolaaslyceum in Amsterdam
- Realisme in de Passenger Terminal in Amsterdam
- Unseen Photo Fair in de Westergasfabriek in Amsterdam

Kunst- en antiekbeurzen in Nederland
- Art & Antiques Fair 's-Hertogenbosch in het Autotron in Rosmalen
- ART BREDA op het Chasséveld in Breda (heette voorheen Artantique en vond plaats in de Jaarbeurs in Utrecht)
- PAN Amsterdam, kunst- en antiekbeurs in de RAI (Parkhal)
- TEFAF (The European Fine Art Fair) in het MECC in Maastricht

Belangrijke kunstbeurzen buiten Nederland
- Art Cologne in Keulen
- Artbasel in Bazel
- Armory Show in New York
- Frieze Art Fair in Londen
- Paris Photo in Parijs
- FIAC in Parijs

## Kunstexposities
Kunstexposities worden georganiseerd door kunstgalerieën, kunstenaarsgroepen of -verenigingen of instellingen en hebben tot doel kunstwerken van één of meerdere, meestal nog in leven zijnde kunstenaars te tonen, veelal aan vaste relaties van de organiserende instantie. Een expositie van één kunstenaar is een solo-expositie, van twee kunstenaars een duo-expositie en van meer kunstenaars een groepsexpositie. De nadruk bij exposities ligt op het tonen van nieuw werk van kunstenaars aan verzamelaars en liefhebbers en is mede bedoeld om gelegenheid te geven werk eventueel direct aan te kopen. In Nederland waren er in 2014 ongeveer 475 kunstgalerieën, 86% hiervan organiseerde regelmatig exposities in de eigen galerie of op externe locaties. De toegang tot deze exposities is vrijwel altijd gratis. 